# Lübs, Mecklenburg-Vorpommern
Lübs, Mecklenburg-Vorpommern är en kommun och ort i Landkreis Vorpommern-Greifswald i förbundslandet Mecklenburg-Vorpommern i Tyskland.
Staden ingår i kommunalförbundet Amt Am Stettiner Haff tillsammans med kommunerna Ahlbeck, Altwarp, Eggesin, Grambin, Hintersee, Leopoldshagen, Liepgarten, Luckow, Meiersberg, Mönkebude och Vogelsang-Warsin.